# Mecothrix obliquilinealis
Mecothrix obliquilinealis is een vlinder uit de familie van de visstaartjes (Nolidae). Deze soort is voor het eerst wetenschappelijk beschreven als Celama obliquilinealis door Hervé de Toulgoët in een publicatie uit 1972.
De soort komt voor in Madagaskar.